# Stamnodes sugitanii
Stamnodes sugitanii là một loài bướm đêm trong họ Geometridae.